# Der Dreschflegel vom Himmel
Der Dreschflegel vom Himmel ist ein Schwank (ATU 1960A, G, 1174, 1889, 1882). Er steht in den Kinder- und Hausmärchen der Brüder Grimm an Stelle 112 (KHM 112).

## Inhalt
Zwei Ochsen wachsen beim Pflügen so lange Hörner, dass sie der Bauer auf dem Heimweg dem Metzger gibt. Dafür bringt er ihm ein Maas Rübsamen und bekommt für jedes Korn einen Taler. Unterwegs verliert er ein Korn, aus dem ein Baum in den Himmel wächst. Er klettert hoch und sieht die Engel Stroh dreschen. Da wackelt der Baum, jemand will ihn umhauen. Der Bauer macht ein Seil aus der Spreu vom Dreschen und lässt sich mit einer Hacke und einem Dreschflegel herunter. Er kommt in ein Loch, macht mit der Hacke eine Treppe und hat den Dreschflegel als Beweis.

## Grimms Anmerkung

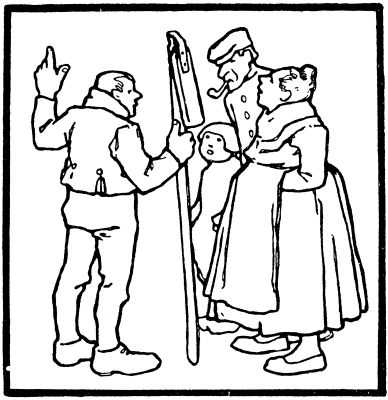
Illustration von Otto Ubbelohde, 1909

Grimms Anmerkung notiert „Aus dem Paderbörnischen“ (von Familie von Haxthausen) und gibt eine weitere Erzählung „aus dem Münsterischen“ (von Familie von Droste-Hülshoff) wieder: Der König verspricht seine Tochter dem besten Lügner, doch alle Höflinge sind zu fein. Da erzählt ein armer Bauernbub vom Kohlkopf in seinem Garten, auf dem er in den Himmel stieg. Das Tor fiel ihm vor der Nase zu. Der Strick, mit dem er sich von den Wolken herabließ, riss. Er fiel in einen Kieselstein, aber holte ein Beil und hieb sich los. Der König ist beeindruckt und gibt ihm Geld, das dem Bauer auch lieber ist als die hässliche Tochter.
In Calderóns Schauspiel Die große Zenobia erzählt Persius, wie er dem Heer fassgroße Beeren holte und sich in einer vor dem Riesen versteckte. Der schlingt sie herunter, aber hält ihn für den Kern und spuckt ihn aus. So fliegt er bis zum Heer. Mit einem Strick biegt er eine Tanne um und lässt sich auf den Wall schnellen. Etwa die Verwendung des Seils bei Münchhausen beruhe sicher auf Volksmärchen, wie Harbardsl. 17, Danske Viser 1, Nr. 43 und Anmerk., ex arena funem nectere, Wunderhorn 2, 411 Das Dietmarsenlied. Sie nennen noch Asbjørnsen S. 284, Wuk Nr. 1, Vogl Nr. 2, Haupt Nr. 2, Helwig Nr. 2 und 3, Hans und die Bohnenranke.

## Vergleiche
Lügengeschichten in Grimms Märchen: KHM 138 Knoist un sine dre Sühne, KHM 158 Das Märchen vom Schlauraffenland, KHM 159 Das Dietmarsische Lügenmärchen. Vgl. Der Hasenhirt, Das Unglaubliche in Johann Wilhelm Wolfs Deutsche Hausmärchen.

## Deutung
Hedwig von Beit zitiert das Märchen als Beispiel, wie Jenseitserlebnisse zu Schwankmotiven werden, indem das Paradoxe hervorgehoben wird. Lutz Röhrich zeigt, dass selbst bei Gottesschilderungen die Milieuwirklichkeit des Erzählers gilt.